# Valentinianus III
Flavius Placidus Valentinianus, bekend als Valentinianus III (Ravenna, 2 juli 419 - Rome, 16 maart 455) was keizer van het West-Romeinse Rijk van 425 tot 455.
Hij was de zoon van veldheer en later keizer Constantius III en Galla Placidia, de zuster van keizer Honorius en dochter van Oost-Romeins keizer Theodosius I.
Valentinianus was pas 6 jaar toen hij tot keizer gekroond werd als vervanger voor usurpator Iohannes, en zijn taken als keizer werden overgenomen door zijn moeder. In 437 trouwde hij met Licinia Eudoxia, de dochter van zijn neef Theodosius II, de Oost-Romeinse keizer. Hoewel hij nu meerderjarig was had hij nog altijd weinig van doen met het rijk, generaal Aëtius had veel macht. Valentinianus wordt beschreven als een verwend jochie dat onder invloed raakte van sterrenwichelaars en tovenaars, en had waarschijnlijk weinig zin of kunde om te regeren. Wel zorgde hij, als fanatiek christen, ervoor dat de paus veel meer macht kreeg.
Tijdens de regeerperiode van Valentinianus ging het Romeinse Rijk sterk achteruit; veel provincies werden door barbaren veroverd: Africa, belangrijk voor de graanvoorziening van het Romeinse kerngebied Italië, werd veroverd door de Vandalen, in Hispania werden veel gebieden door de Sueven ingenomen, en Gallië werd grotendeels verdeeld door Franken, Alanen, Visigoten en Bourgondiërs. Zo bleven alleen nog Italia en de provincia Dalmatia onder bewind van Valentinianus. Als enig lichtpuntje in de chaos tijdens zijn heerschappij wist echter wel generaal Flavius Aëtius in 451 voor het eerst Attila de Hun te verslaan.
In 454 echter liet Valentinianus Aëtius vermoorden, mogelijk om wat meer echte macht naar zich toe te trekken, maar in ieder geval na sterk aandringen van Petronius Maximus, een rijke patriciër die meer macht wilde (en Valentinianus zou opvolgen). Het jaar daarop werd Valentinianus zelf vermoord door de Hun Optila, een voormalige vriend van Aëtius (die zeer waarschijnlijk was ingehuurd door Petronius Maximus). Een andere Hun, Thraustila, doodde Valentinianus' kamerheer Heraclius, die ook betrokken was bij de moord op Aëtius. Petronius Maximus dwong Valentinianus' weduwe, Licinia Eudoxia, tot een huwelijk, waarop zij Geiseric, de koning van de Vandalen een brief schreef. Geiseric plunderde daarop in 455 Rome.